# 显耳玉山竹
显耳玉山竹（学名：Yushania auctiaurita）为禾本科玉山竹属下的一个种。

## 扩展阅读
- 維基物種上的相關：显耳玉山竹